# Ендрю Джексон Г'юстон
Ендрю Джексон Г'юстон (англ. Andrew Jackson Houston; нар. 21 червня 1854, Індепенденс, Техас, США — пом. 26 червня 1941, Балтимор, Меріленд, США) — американський політик, сенатор США від штату Техас, член Демократичної партії США, син відомого політичного і військового діяча Сема Г'юстона.

## Біографічна довідка

### До політичної діяльності

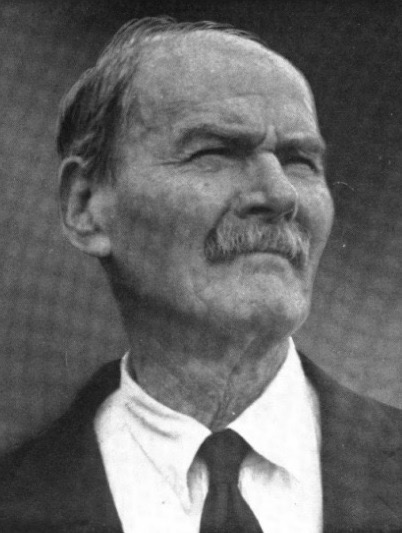
Сенатор США від Техасу

Ендрю Джексон Г'юстон народився в Індепенденсі, в штаті Техас, 21 червня 1854 в сім'ї Сема Г'юстона і Маргарет Лі Х'юстон[1][2]. Він був названий на честь Ендрю Джексона, 7-го президента США, друга і наставника Сема Г'юстона[3].
Після закінчення школи Ендрю Джексон Г'юстон навчався в різних військових академіях і коледжах, включаючи Бейлорський університет[1]. Він отримав право адвокатської практики в 1876 році в Тайлері, Техас, і працював клерком в суді Північного округу Техасу з 1879 по 1889 год[2][3].

### Початок політичної кар'єри
У 1892 році він був кандидатом на пост губернатора Техасу від руху Lily-White (англ. Lily-White Movement), але практично не мав шансів на перемогу на виборах.
У 1902 році президент США Теодор Рузвельт призначив Ендрю Джексона Г'юстона федеральним маршалом в Східному Техасі — на цій посаді він пропрацював до 1910 року[2]. У 1910 і 1912 роках його висували в губернатори Техасу від прогібіціоністской партії (англ. Prohibition Party), але знову без особливих шансів на успіх[2]. Після цього він знову повернувся до адвокатської практики в Бомонт.

### Культурно-історична діяльність
C 1924 по 1941 рік Ендрю Джексон Г'юстон був керівником («суперінтендантом» — англ. Superintendent) історичного парку Сан-Хасінто (англ. San Jacinto Battleground State Historic Site) — парку штату Техас на місці битви при Сан-Хасінто[1].
У 1938 році Ендрю Джексон Г'юстон опублікував книгу «Texas Independence» («Незалежність Техасу») про роль свого батька Сема Г'юстона у війні за незалежність Техасу[2].

### Сенатор США
Після смерті сенатора США від Техасу Морріса Шеппарда, що послідувала 9 квітня 1941, необхідно було призначити тимчасового сенатора до закінчення терміну повноважень Шеппарда.
Губернатор Техасу Уілберт Лі О'Деніел, який згодом хотів сам зайняти сенаторський пост, запропонував призначити Ендрю Джексона Х'юстона, якому на той момент було майже 87 років, і який на момент прийняття присяги став найстарішим сенатором в історії США.
Х'юстон дійсно поїхав у Вашингтон через кілька тижнів після свого призначення, але помер 26 червня 1941 року в госпіталі Балтімора після одного із засідань[2][4].

### Сімейні відносини
Ендрю Джексон Х'юстон був двічі одружений[2]:
- на Керрі Пернелл (Carrie G. Purnell), яка померла в 1884 році.
- на Елізабет Харт Гуд (Elizabeth Hart Good), яка померла в 1907 році.

У нього було дві дочки.